# L'assedio di Siracusa
L'assedio di Siracusa è un film del 1960 diretto da Pietro Francisci.

## Trama
Siracusa: lo scienziato Archimede incontra la danzatrice Artemide e si innamora di lei seppur promesso a Clio, figlia del re Gerone. Gorgia - divenuto informatore del re - trama dei piani segreti, così per evitare problemi fa partire Artemide alla volta di Roma dopo averla drogata. Nel corso del viaggio essa perde la memoria dimenticando l'amore per Archimede e quindi il suo nome. A Roma Artemide conosce Marcello divenendo la sua donna pur attendendo un figlio da Archimede. Intanto Archimede, perso il suo amore, decide di sposarsi con Clio.
In seguito, Archimede viene inviato a Roma come ambasciatore ove rivede Artemide che ritrova la sua memoria. Egli vorrebbe portarla a Siracusa, ma Marcello si oppone.
Tornato a Siracusa, Archimede prende il posto del morente re, e si prepara alla guerra con Roma tramite le sue armi. Nel corso della guerra Marcello muore e il suo posto viene preso dal figlio di Artemide, Marco.